# Yvon Pradel
Pour les articles homonymes, voir Pradel.
Yvon Pradel, né à Saint-Chinian le 4 janvier 1926 et mort à Montpellier le 28 avril 2022, est un dramaturge et poète français.

## Biographie
Fils d'un « fin diseur » du Biterrois, « familier des music-halls », Yvon Pradel naît en 1926 à Saint-Chinian.
Alors en classe de philosophie à Montpellier, il imagine une première mise en scène, celle du Malade imaginaire. Devenu enseignant au lycée Dhuoda, il pousse ses élèves vers le théâtre.
Il assure notamment la formation de haut niveau alors dispensée dans ce lycée Nîmois à ceux qui suivent les classes préparatoires permettant de devenir Géomètre -Expert , en inculquant l'esprit de géométrie et de finesse cher à Pascal
En 1954, il crée avec sa femme Noëlle la Compagnie des arènes. Durant quarante ans, elle présente une centaine de spectacles dont Lysistrata, Noces de sang ou L'Avare. Il porte aussi à la scène ses propres textes, comme Le Disque cassé, Le Parisien malade ou La Correction.
De 1972 à 1997, il est l'« Œil du théâtre » du Midi libre, où ses chroniques témoignent d'une appétence pour un « certain classicisme ».
Élu à l'Académie de Nîmes en 1993, il la préside en 2002, puis en démissionne en 2014.

## Œuvres
- Lassitude : poésies, Montpellier, La Charité, 1945 (BNF 32543955).
- Des vers... ça n'en vaut pas la peine ! (préf. Raymond Sarge), Montpellier, La Charité, 1945 (BNF 32543953).
- Désordres : poèmes, Monte-Carlo, Regain, 1954 (BNF 32543954).
- Long voyage vers la nuit : pièce en 4 actes, Paris, L'Avant-Scène, 1960 (BNF 33121814).
- Les Petites Bornes, Nîmes, Compagnie des arènes, 1981 (BNF 42417985).
- Numéro suicide : une comédie, Nîmes, Compagnie des arènes, 1981 (BNF 42417988).